# OPERA (experimento)

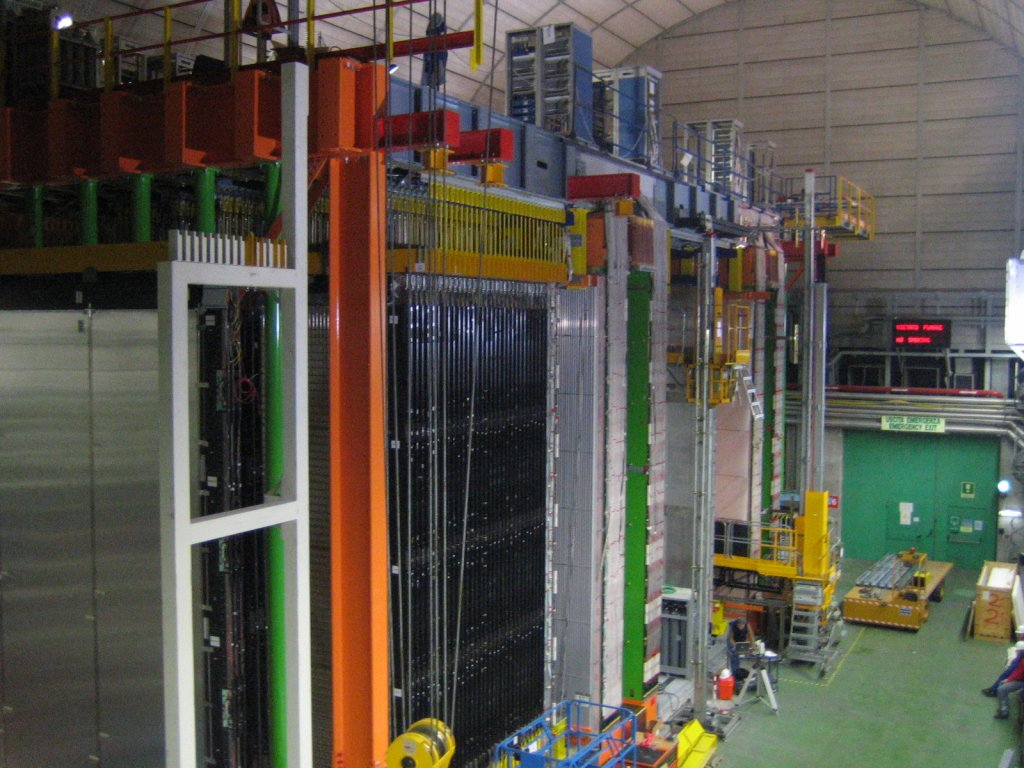
Detector ÓPERA

ÓPERA (acrónimo inglés de Oscillation Project with Emulsion-tRacking Apparatus) es un experimento de física de partículas diseñado para estudiar el fenómeno de la oscilación de neutrinos.
El detector ÓPERA está situado en el salón C del LNGS ―un laboratorio bajo tierra situado en el macizo Gran Sasso, en el centro de Italia―.
El experimento se basa en el haz CNGS (del inglés CERN Neutrinos to Gran Sasso: ‘neutrinos del CERN hacia el Gran Sasso), un haz de neutrinos muónicos de alta intensidad y energía producidos en el Super Proton Synchrotron del CERN ―ubicado en Ginebra (Suiza), a 730 km de distancia―, y apuntados hacia el LNGS de Italia.
El detector ÓPERA tiene como objetivo detectar por primera vez la aparición de tau neutrinos a partir de las oscilaciones de neutrinos muónicos durante su viaje de 3 milisegundos desde Ginebra al Gran Sasso. En ÓPERA, los tauones resultantes de la interacción de tau neutrinos se observarán en «ladrillos» de películas de emulsión fotográfica intercalados con placas de plomo. El aparato contiene alrededor de 150 000 de esos ladrillos con una masa total de 1 300 toneladas, y se complementa con detectores electrónicos (trackers y espectrómetros) e infraestructura auxiliar.
Su construcción se completó en la primavera de 2008, y desde entonces el experimento se halla recogiendo datos.
El 31 de mayo de 2010, los investigadores del ÓPERA anunciaron la observación del primer evento candidato a tau neutrino en un haz de muones neutrino.
En septiembre de 2011, ÓPERA obtuvo atención internacional cuando se anunció la posible detección de muones neutrinos viajando a una velocidad superior a la velocidad de la luz.
A finales de noviembre de 2011 hicieron públicos nuevos experimentos realizados con otro tipo de neutrinos, con mayor tiempo de vida, que ratificaban el primer estudio.
En mayo de 2012 se confirmó definitivamente que varios errores en el experimento habían hecho que se midiera incorrectamente la velocidad, y finalmente se demostró que los neutrinos cumplían las leyes físicas de Einstein.

## Anomalía del tiempo de vuelo del neutrino
El 23 de septiembre de 2011, el equipo del ÓPERA anunció que neutrinos acelerados a 17 Gev (gigaelectronvoltios) habían conseguido viajar desde el CERN en Ginebra hasta el detector ÓPERA con una velocidad mayor que la de la luz. Resultados similares fueron obtenidos para neutrinos a 28 GeV, que fueron medidos para buscar una dependencia energética entre los resultados.
El 22 de febrero de 2012, se informó de que fuentes familiarizadas con el experimento ÓPERA ahora están culpando al resultado original en la falla de una conexión de cable de fibra óptica en un receptor GPS en una tarjeta electrónica en una computadora. El experimento se repitió a finales de 2012 para confirmar o negar los resultados anteriores.
Las partículas fueron detectadas llegando al detector con un factor de (v − c)/c = (2.48 ± 0.28 ± 0.30)×10-5 (aproximadamente 1 parte de 40.000) anterior al tiempo esperado si hubieran viajado a la velocidad de la luz, con una confianza estadística σ del 99,999 999 8 %.